# Круговой, Данил Владиславович
Дани́л Владисла́вович Кругово́й (род. 28 мая 1998, Гатчина, Ленинградская область) — российский футболист, защитник московского ЦСКА и сборной России.

## Клубная карьера
Родился в Гатчине. Заниматься футболом начал в 6 лет в футбольной школе «Смена». В 2015—2017 годах играл за молодёжную команду «Зенита», провёл 32 матча в молодёжном первенстве премьер-лиги, четыре игры в Юношеской лиге УЕФА 2015/16. В ноябре 2016 дебютировал в первенстве ФНЛ в составе «Зенита-2», сыграл три матча. В следующем сезоне в 23 играх забил один гол. Перед сезоном 2018/19 перешёл в команду премьер-лиги «Уфа». 3 августа дебютировал в первенстве ПФЛ за вторую команду клуба, 6 августа сыграл первую игру в чемпионате в домашнем матче против «Анжи» (3:0).
21 августа 2019 года подписал пятилетний контракт с «Зенитом», сезон 2019/2020 доигрывал на правах аренды в «Уфе». 7 марта 2022 года забил первый мяч за «Зенит» в ворота «Уфа» (2:0).
17 января 2024 года стало известно, что игрок летом перейдёт в столичный ЦСКА, контракт с армейцами был заключён до конца сезона 2027/28 и вступил в силу летом 2024 года.
20 июля 2024 года дебютировал за ЦСКА в выездном матче первого тура РПЛ против «Ростова» (0:0). 27 августа в матче Кубка России против «Ахмата» забил свой первый гол за команду.

## Карьера в сборной
В 2015—2016 годах сыграл 22 матча, забил один гол в юношеских сборных России под руководством Михаила Галактионова. На чемпионате Европы 2015 в Болгарии, где сборная дошла до полуфинала, в матче против Шотландии вышел на замену на последней минуте. Провёл все четыре матча на чемпионате мира 2015 в Чили, где сборная проиграла в 1/8 финала.
Впервые был вызван в национальную сборную 8 ноября 2021 года для подготовки к матчам квалификации чемпионата мира в Катаре. Попал в финальную заявку на матч против сборной Хорватии (0:1), но на поле не вышел. 24 сентября 2022 года дебютировал за сборную России в товарищеском матче против сборной Кыргызстана (2:1). 15 ноября 2024 года в товарищеской игре против сборной Брунея (11:0) отметился четырьмя результативными передачами.

## Личная жизнь
В 2019 году в интервью Sports.ru рассказал, что в 2013 году его отца, бывшего спецназовца, вывезли и убили под Санкт-Петербургом в деревне Горелово. Убийц до сих пор не нашли. Также в этом же интервью рассказал, что он не женат.

## Достижения

### Командные
«Зенит»
- Чемпион России: 2020/21, 2021/22, 2022/23, 2023/24
- Обладатель Кубка России: 2023/24
- Обладатель Суперкубка России: 2020, 2021, 2022, 2023

ЦСКА
- Бронзовый призёр чемпионата России: 2024/25
- Обладатель Кубка России: 2024/25
- Обладатель Суперкубка России: 2025

### Личные
- В списках 33 лучших футболистов чемпионата России: № 3 (2021/22)
- Лучший футболист месяца группы 2 дивизиона «Б» Второй лиги: апрель 2024

## Клубная статистика
| Выступление      | Выступление      | Выступление      | Лига | Лига | Кубок | Кубок | Еврокубки | Еврокубки | Итого | Итого |
| Клуб             | Лига             | Сезон            | Игры | Голы | Игры  | Голы  | Игры      | Голы      | Игры  | Голы  |
| ---------------- | ---------------- | ---------------- | ---- | ---- | ----- | ----- | --------- | --------- | ----- | ----- |
| Зенит-2          | ФНЛ              | 2016/17          | 3    | 0    | —     | —     | —         | —         | 3     | 0     |
| Зенит-2          | ФНЛ              | 2017/18          | 23   | 1    | —     | —     | —         | —         | 23    | 1     |
| Зенит-2          | Итого            | Итого            | 26   | 1    | —     | —     | —         | —         | 26    | 1     |
| Уфа              | Премьер-лига     | 2018/19          | 9    | 1    | 0     | 0     | 0         | 0         | 9     | 1     |
| Уфа              | Премьер-лига     | 2019/20          | 12   | 0    | 1     | 0     | —         | —         | 13    | 0     |
| Уфа              | Итого            | Итого            | 21   | 1    | 1     | 0     | —         | —         | 22    | 1     |
| Уфа-2            | ПФЛ              | 2018/19          | 12   | 0    | —     | —     | —         | —         | 12    | 0     |
| Уфа-2            | Итого            | Итого            | 12   | 0    | —     | —     | —         | —         | 12    | 0     |
| Зенит            | Премьер-лига     | 2020/21          | 19   | 0    | 1     | 0     | 4         | 0         | 24    | 0     |
| Зенит            | Премьер-лига     | 2021/22          | 26   | 2    | 2     | 0     | 8         | 0         | 36    | 2     |
| Зенит            | Премьер-лига     | 2022/23          | 19   | 0    | 8     | 0     | —         | —         | 27    | 0     |
| Зенит            | Премьер-лига     | 2023/24          | 12   | 0    | 6     | 0     | —         | —         | 18    | 0     |
| Зенит            | Итого            | Итого            | 76   | 2    | 17    | 0     | 12        | 0         | 105   | 2     |
| Зенит-2          | Вторая лига      | 2024             | 9    | 1    | —     | —     | —         | —         | 9     | 1     |
| Зенит-2          | Итого            | Итого            | 9    | 1    | —     | —     | —         | —         | 9     | 1     |
| ЦСКА             | Премьер-лига     | 2024/25          | 24   | 1    | 7     | 1     | —         | —         | 31    | 2     |
| ЦСКА             | Премьер-лига     | 2025/26          | 5    | 3    | 1     | 0     | —         | —         | 6     | 3     |
| ЦСКА             | Итого            | Итого            | 29   | 4    | 8     | 1     | —         | —         | 37    | 5     |
| Всего за карьеру | Всего за карьеру | Всего за карьеру | 173  | 9    | 26    | 1     | 12        | 0         | 211   | 10    |

1. ↑  Лига чемпионов УЕФА, Лига Европы УЕФА